# Ibn al-Muqaffa
Abdallah Ibn al-Muqaffa, född Ruzbeh Pur Dāduē (persiska: روزبه پور دادویه), omkring 720, död omkring 756, var en persisk författare och översättare.
Ibn al-Muqaffa föddes av persiska föräldrar i Fars och övergick till använda sig av ett arabiskt namn Abdallah för att göra karriär inom Abbasidkalifatet. Ibn al-Muqaffa använde sin ställning vid det abbasidiska hovet för att bevara persiska litteraturen och framföra en kritik av islams grundläggande dogmer.
Ibn al-Muqaffas främsta verk är furstespegeln Khalila wa-Dimna, en bearbetning av persisk-indiska källor som räknas som ett av den arabiska skönlitteraturens äldsta prosaverk. Han skrev även en handbok i levnadskonst och översatte otaliga medelpersiska (pehlevi) verk till arabiska i syfte att förhindra att de skulle utplånas.
Ibn al-Muqaffa anklagades i en islamisk domstol för att vara zindiq och på grund av några smädliga verser om ståthållaren i Basra blev han bränd till döds i denna stad. Vissa forskare antar att han var anhängare av manikeismen.